# Преображенский, Пётр Фёдорович
Пётр Фёдорович Преображе́нский (родился 21 апреля [3 мая] 1894 — расстрелян 3 декабря 1941 года, СССР) — советский историк и этнограф, профессор МГУ (с 1921 года). Автор трудов по истории Древней Греции и Рима, этнологии и истории международных отношений. Внук Петра Алексеевича Преображенского.

## Биография
Сын священника Фёдора Петровича Преображенского (1868—1905) и Наталии Александровны Виноградовой (1869—?). Младший брат — Сергей Фёдорович (1900—1961), антрополог; также был репрессирован. Также у него было две младших сестры — Хиония (род. 1895) и Александра (род. 1898), учившихся на Московских высших женских курсах.
Окончил с золотой медалью гимназию имени И. и А. Медведниковых в 1912 году и в том же году поступил на Историко-филологический факультет Московского университета. Будучи студентом получил премию им. Внуковского. В 1916 году окончил Университет и был оставлен для подготовки к профессорскому званию при кафедре всеобщей истории под руководством проф. Р. Ю. Виппера. В 1917 году экзамены были успешно сданы, прочитана публичная лекция.
В 1916—1919 гг. — приват-доцент Московского университета. В 1919 году уехал в Самару, где занял профессорскую кафедру западной истории университета. В 1921 году вернулся в Москву.
В 1921—1937 гг. — профессор МГУ: в 1921—1925 гг. — на ФОН МГУ, в 1925—1931 гг. — на Этнологическом факультете МГУ.
В 1922—1929 гг. состоял членом РАНИОН.
Первый раз арестован органами ОГПУ СССР 4 января 1933 года по обвинению в создании «антисововетской группы научных работников». Приговорён к 3 годам ссылки в Северный край условно.
Арестован вторично органами НКВД СССР 14 апреля 1937 года «за проведение контрреволюционной деятельности». По обвинению по статьям 58-10, 17- 58-8 УК РСФСР приговорен к 8 годам исправительно-трудовых лагерей. Наказание отбывал в Ухтижемлаге в Коми АССР.
Во время отбытия наказания в Ухтижемлаге арестован в третий раз 18 июля 1941 года по обвинению по статьям 58-10 ч.2, 58-11 УК РСФСР. Приговорен 14 октября 1941 года к высшей мере наказания — расстрелу. Расстрелян 3 декабря 1941 года.
Реабилитирован посмертно Судебной коллегией по уголовным делам Верховного суда РСФСР 27 апреля 1956 года.
Его жена — Татьяна Владимировна Вентцель (1903—1990), лингвист, исследователь цыганского языка. Её троюродный брат — Д. А. Вентцель. После ареста мужа также была арестована.

П. Ф. Преображенский. Фотография из следственного дела